# Джексон, Уильям Лоутер
Уильям Лоутер Джексон (William Lowther Jackson Jr.) известный также по прозвищу "Земляная стена" ("Mudwall") (3 февраля 1825 - 26 марта 1890) - американский юрист и военный, заместитель губернатора Вирджинии с 1857 по 1860 год, генерал армии Конфедерации.

## Ранние годы
Уильям Джексон родился в городе Кларксберг в штате Вирджиния (сейчас — Западная Вирджиния). Он приходился двоюродным братом Томасу Джонатану Джексону (у них был общий дед Эдвард). В 11 лет он остался без матери и его дядя, известный юрист Джон Джексон, забрал его в Паркерсберг, где обучил юриспруденции. В 1847 году Уильям окончил обучение и получил лицензию адвоката. Он открыл юридическую фирму в Харрисвилле и вступил в Демократическую партию. 19 декабря 1849 года он женился на Саре Элизабет Крил.
Уильям дважды избирался в палату представителей штата Вирджиния, а с 1857 по 1860 год служил заместителем губернатора Вирджинии.

## Гражданская война
Убежденный сторонник сецессии, Джексон в первые же месяцы войны вступил в армию рядовым. Уже в июне он стал подполковником вирджинского ополчения, а когда в июле 1861 года были сформированы два пехотных полка, Джексон стал полковником 31-го вирджинского пехотного полка. В 1862 году он перешёл на службу в штаб своего родственника Томаса Джексона и на этой должности прошёл Семидневную битву, Северовирджинскую кампанию и Мерилендскую кампанию.
17 февраля 1863 года военный департамент Конфедерации поручил Джексону сформировать полк для небольшой армии, которой было поручено действовать в тылу федеральной армии в Западной Вирджинии. В начале апреля Джексон набрал и обучил 19-й вирджинский кавалерийский полк, став его полковником. Полк был включен в бригаду Альберта Дженкинса - одну из бригад Западновирджинской армии генерала Самуэля Джонса.